# Декабрь 2021 года

Список событий декабря 2021 года.

## События
- 1 декабря
  - В Испании начался чемпионат мира по гандболу среди женщин 2021[1].
  - В Мюнхене на ж/д станции Доннерсбергербрюке взорвалась авиабомба времён Второй мировой войны; в результате инцидента пострадали 4 человека[2].
  - Учёные из Китая открыли моноклональное антитело 35B5, которое эффективно нейтрализует все штаммы коронавируса SARS-CoV-2[3].
  - Центр им. Гамалеи сообщил, что вакцина для детей «Спутник М» готова к применению[4].

- 2 декабря
  - В Главной лиге бейсбола начался первый в XXI веке локаут[5].
  - Самая крупная победа в истории Национальной баскетбольной ассоциации: «Мемфис Гриззлис» разгромили «Оклахому-Сити Тандер» с разницей в 73 очка (152-79)[6].
  - В Вильнюсе начался 11-й Форум свободной России, куда съехались российские оппозиционеры и политэмигранты, а также общественные деятели и журналисты. Участники обсуждают насущные проблемы и варианты борьбы с «диктаторскими режимами» в России и Беларуси[7][8].
  - На востоке Сирии в результате теракта на одном из нефтяных месторождений в провинции Дейр-эз-Зор погибли 10 человек, ещё один человек ранен[9].
  - В Германии прошла торжественная церемония прощания армии с действующим канцлером Ангелой Меркель[10].
  - Холдинг USM Алишера Усманова сообщил, что вышел из капитала VK, продав группе «Согаз» 45 % акций компании «МФ Технологии»[11]. Новым директором холдинга VK стал первый вице-президент «Ростелекома» Владимир Кириенко[12].
  - В аэропорту Иркутск вследствие обледенения и частичной потери управления совершил аварийную посадку самолёт Airbus A321-271N авиакомпании «S7 Airlines», выполнявший полёт по маршруту Магадан — Новосибирск[13].
  - В центре Куала-Лумпура (Малайзия) завершено строительство небоскреба Merdeka 118, он стал вторым по высоте зданием в мире сместив с этого места Шанхайскую башню.
- 3 декабря
  - Магнус Карлсен обыграл Яна Непомнящего белыми фигурами в шестой партии матча за звание чемпиона мира по шахматам. Поединок продолжался 136 ходов и стал самым длинным в истории соревнований, побив рекорд 1978 года[14].
- 4 декабря
  - На востоке Кении по меньшей мере 24 человека погибли при падении автобуса с затопленного разлившейся рекой моста. 12 пассажиров удалось спасти[15].
  - Следовавший из Тель-Авива в Москву пассажирский самолёт был вынужден изменить курс над Чёрным морем из-за угрозы столкновения с американским самолётом-разведчиком[16].

- 5 декабря
  - Сборная России по теннису третий раз в истории выиграла Кубок Дэвиса, переиграв в финале команду Хорватии[17].
  - В Индонезии в результате извержения вулкана Семеру на острове Ява погибли 14 человек, ещё 56 человек пострадали[18].
  - В финале Чемпионата Великобритании по снукеру Чжао Синьтун обыграл Люку Бреселя со счетом 10-5[19][20][21].
- 6 декабря
  - В Санкт-Петербурге в рамках фестиваля «Чудо света» зафиксировали мировой рекорд по протяжённости световой проекции — она составила 1244 метра[22].

- 7 декабря
  - Власти ЮАР ввели запрет на выезд из страны людям, заразившимся новым штаммом коронавируса омикрон[23].
  - Пресс-секретарь Белого дома Джен Псаки сообщила, что администрация президента Джо Байдена не будет отправлять ни дипломатических представителей, ни других официальных лиц на Олимпийские и Паралимпийские игры 2022 года. Причиной было названо нарушение прав человека в КНР, в частности, в Синьцзян-Уйгурском автономном районе[24].
  - Открыты 10 новых станций на участке Мнёвники—Каховская Большой кольцевой линии, Московского метрополитена[25].
- 8 декабря
  - В Германии во время учений бундесвера в результате столкновения танка и военного автомобиля погибли 2 военнослужащих[26].
  - В результате авиакатастрофы с вертолётом Ми-17В-5 в Индии погибли 13 человек, один человек ранен; в числе жертв начальник штаба обороны Индии Бипин Рават с супругой[27].
  - Мужчина, оказавшийся 45-летним подполковником спецслужб Глазовым, устроил стрельбу в МФЦ на юго-востоке Москвы[28]. В результате погибли 2 человека и 3 ранены[29].
  - Экс-главу Калининского района Петербурга Ивана Громова арестовали по делу о хищении 165 млн рублей[30]. Пресс-служба регионального отделения партии «Единая Россия» сообщила о намерении приостановить членство экс-главы[31].
  - Бундестаг утвердил новое правительство Германии. Канцлером Германии стал социалист Олаф Шольц, сменив на этом посту Ангелу Меркель, которая была канцлером Германии 16 лет.[32].
  - На МКС на корабле «Союз МС-20» прибыли российский астронавт Александр Мисуркин и двое космических туристов из Японии — миллиардер Юсаку Маэдзава и его помощник Йозо Хирано, первые космические туристы за 12 лет[33].
  - Правительство Индии одобрило первый проект по переброске рек в рамках национального плана[34].

- 9 декабря
  - Транзит российского газа через Украину за месяц вырос на 16 %[35].
  - Госдума приняла закон о расширении полномочий полиции. Полицейские получат полномочия проникать в жилые и иные помещения, на земельные участки и территории для задержания, а также оцеплять строения, жилые помещения и территории[36].
  - С мыса Канаверал стартовала ракета Falcon 9 c космической лабораторией NASA под названием Imaging X-ray Polarimetry Explorer на борту[37].
  - Рейтинговое агентство Fitch понизило рейтинг Evergrande Group до «ограниченного дефолта». Кризис ликвидности может отразиться на всём долге Evergrande Group, составляющем около 300 000 000 000 долларов США[38].
  - Никарагуа разорвала дипломатические отношения с Тайванем[39].

- 10 декабря
  - Грузовик с мигрантами из стран Центральной Америки перевернулся на юго-востоке Мексики, в результате чего по меньшей мере 54 человека погибло, десятки получили травмы[40].
  - В Кабуле прогремели одновременно два взрыва; погибли по меньшей мере 2 человека, ранено 4[41].
  - Московский районный суд Петербурга арестовал владельца «Рив Гош» и совладельца «Юлмарта» Августа Мейера по делу о мошенничестве в крупном размере[42].
  - Ведущего советника департамента Минобороны Лопатина отправили под домашний арест по делу о взятке[43].
  - Британский суд разрешил экстрадицию Джулиана Ассанжа (основателя WikiLeaks) в США[44].
- 11 декабря
  - Физики из японского института RIKEN предсказали существование экзотических частиц из 6 кварков (дибарионов)[45].
  - Магнус Карлсен досрочно защитил титул чемпиона мира по шахматам[46].
  - ЦБ: чистый отток капитала в России за 11 месяцев вырос в 1,5 раза[47].
  - Более 90 человек погибли в результате серии торнадо в штатах Среднего Запада США (Арканзас, Миссури, Иллинойс, Теннесси, Кентукки)[48].
- 12 декабря
  - Нидерландский пилот команды Формулы-1 «Ред Булл Рейсинг» Макс Ферстаппен впервые стал чемпионом мира[49].
  - Моделирование в рамках шестого этапа Международного проекта Coupled Model Intercomparison Project показало на переход осадков в Арктике от снега к дождю к 2060 году[50] в силу глобального потепления.
  - В регионе Мэриборо неподалеку от Мельбурна у местного фермера найден редкий для этих мест метеорит с высоким содержанием железа возрастом не менее 4,6 миллиардов лет размером с крупный булыжник[51].
- 13 декабря
  - В Серпухове бывший ученик православной гимназии при Введенском Владычном женском монастыре устроил взрыв около дверей гимназии при помощи самодельного взрывного устройства; пострадали 13 человек, включая напавшего[52].
  - В индийском суде рассмотрят дело против Sci-Hub о возможном нарушении авторских прав[53].

- 14 декабря
  - Защитник клуба «Голден Стэйт Уорриорз» Стефен Карри установил рекорд НБА по количеству реализованных 3-очковых бросков за карьеру[54].
  - В результате взрыва бензовоза на Гаити погибли более 60 человек, не менее 100 человек пострадали; взрывной волной разрушено свыше 20 близлежащих домов[55].

- 15 декабря
  - Во Всемирном торговом центре в Гонконге произошёл пожар, из-за которого было эвакуировано свыше 1200 посетителей ТЦ, в том числе часть из них с крыши здания; пострадали из-за возгорания 13 человек[56].
  - Новым премьер-министром Тонга по итогам выборов стал Сиаози Совалени[англ.].
- 16 декабря
  - Актриса и певица Таня Мендоса убита в Мексике на глазах у своего сына в результате вооружённого нападения[57].
  - Израиль продлил действие запрета на въезд в страну иностранных граждан до 29 декабря 2021 года[58].

- 17 декабря
  - В результате пожара в многоквартирном доме в Осаке погибли 24 человека, ещё более 20 человек госпитализированы; причиной пожара мог стать поджог[59].
  - Пожар на строящемся корвете «Проворный» на Северной верфи в Петербурге[60].
  - Специальный уголовный суд Центральноафриканской Республики (SCC) сообщил, что начнёт свой первый процесс по военным преступлениям в ходе гражданской войны[61].

- 18 декабря
  - Россия официально вышла из Договора по открытому небу[62].
  - Манифестация против антиковидных мер в Лондоне переросла в беспорядки и стычки с полицией[63].
  - Мэр Лондона Садик Хан объявил чрезвычайную ситуацию в городе из-за распространение омикрон-штамма коронавируса[64].

- 19 декабря
  - Ронни О'Салливан стал победителем Мирового Гран-при по снукеру, обыграв в финале Нила Робертсона со счетом 10:8[65].
  - В Нидерландах из-за быстрого распространения новой мутации коронавируса «Омикрон» власти объявили новый жёсткий локдаун[66].
  - Во втором туре президентских выборов в Чили победу одержал левый кандидат Габриэль Борич[67].

- 20 декабря
  - Число жертв тайфуна «Раи» на Филиппинах достигло 375[68].
  - Туристы из Японии Юсаку Маэдзава и Ёдзо Хирано и российский космонавт Александр Мисуркин приземлились на территории Казахстана на спускаемом аппарате корабля «Союз МС-20»[69].
  - В Габоне по подозрению в действиях сексуального характера в отношении подростков задержан бывший футбольный тренер Патрик Ассуму Эйи[70].
  - По данным компании Cloudflare самым посещаемым сайтом в мире в 2021 году стал TikTok.com, опередив прошлогоднего лидера — Google[71].

- 21 декабря
  - Сборная США завоевала наибольшее количество золотых наград на чемпионате мира по плаванию на короткой воде в Абу-Даби[72].
  - В Москве вручили премию «Легенды Тавриды»; награду получили Александр Масляков, Ольга Свиблова, Игорь Матвиенко и Владимир Меньшов (посмертно)[73].
  - Французская армия сообщила о ликвидации активного члена террористической группировки Исламское государство в странах Сахеля Сумана Бура, который являлся одним из возможных убийц сотрудников гуманитарной миссии в 2020 году[74].
  - Новый министр внутренних дел Германии Нэнси Фезер назвала мессенджер Telegram одной из главных угроз для страны в условиях пандемии и роста ковид-скептицизма[75].
  - Индийский суд приостановил исполнение приговора и отпустил под залог полицейского Ананда Датта, осужденного за уничтожение улик по убийству девочки в Катуа[англ.][76].
- 22 декабря
  - Национальная хоккейная лига и профсоюз игроков НХЛ объявили о своём отказе в участии в турнире по хоккею с шайбой на зимних Олимпийских играх 2022[77].
  - Около берегов Мадагаскара утонул сухогруз с незаконно взятыми на борт пассажирами; число жертв трагедии по меньшей мере 64 человека, ещё 24 пропали без вести[78].

- 23 декабря
  - Управление по вопросам киберпространства Китая объявило о двухмесячной кампании по «очистке» интернета: под вниманием онлайн-платформы, где размещают обзоры фильмов и книг, короткие видеоролики, социальные сети[79].
  - Во Франции установлен абсолютный рекорд страны по заболеваемости коронавирусом с начала пандемии — в этой стране за сутки было выявлено свыше 88 тысяч новых случаев[80].
  - Русское географическое общество подтвердило, что найденный в Енисейском заливе подводный объект — действительно легендарный затонувший ледокол «Вайгач»[81].
  - Члены французского парламента проголосовали за запрет использования диких животных в цирках, а также за запрет дельфинариев и норковых ферм[82].
- 24 декабря
  - В результате пожара на пароме в Бангладеш погибли 39 человек, ещё около 100 получили травмы; всего на судне было около 1000 пассажиров[83].
  - Президент Южной Кореи Мун Чжэ Ин помиловал бывшего президента Пак Кын Хе, отбывавшую 22-летний тюремный срок по обвинению в коррупции[84].
  - В Гонконге три университета демонтировали мемориалы жертвам подавления студенческих протестов в Пекине на площади Тяньаньмэнь в 1989 году[85].
  - Нигерия уничтожит свыше 1 миллиона вакцин против COVID-19: сроки годности истекают на фоне поздних поставок и затруднений с проведением вакцинации[86].

- 25 декабря
  - Ракета-носитель Ariane 5 с крупнейшим в мире орбитальным телескопом James Webb Space Telescope (JWTS) стартовала с космодрома Куру во Французской Гвиане. Телескоп должен быть доставлен в точку Лагранжа L2, где уже находятся телескопы Спектр-РГ и Gaia[87].
  - США почти вчетверо увеличили закупки российского мороженого. Только за первые три месяца 2021 года в США было поставлено российского мороженого на сумму почти $5 млн. В результате США стали крупнейшим в мире его покупателем[88].
  - Ректор Смоленского университета спорта Георгий Грец стал подозреваемым по делу о хищении средств вуза на сумму более чем 1,5 млн рублей[89].
  - Суд в России назначил миллиардные штрафы компаниям Google и Meta Platforms[90].
  - Роскомнадзор заблокировал правозащитный сайт «ОВД-Инфо» из-за «пропаганды терроризма и экстремизма»[91][92][93].
  - Китай отказался от использования сектора недвижимости в качестве инструмента для краткосрочного стимулирования экономики[94].
  - Папа Франциск в рождественском обращении призвал к диалогу и предостерёг от лёгких путей решения проблем, напомнил об огромных трагедиях по всему миру, что проходят незаметно[95].

- 26 декабря
  - В ДР Конго в результате взрыва в ресторане, устроенного террористом-смертником, погибли 7 человек, ещё 13 человек получили травмы[96].
  - В индийской столице Нью-Дели власти объявили о введении комендантского часа из-за распространения коронавируса с 27 декабря; комендантский час будет действовать с 23 часов вечера до 5 часов утра[97].
  - Министр сельского хозяйства Германии Джем Оздемир выступил с предложением повысить цены на продукты питания, чтобы снизить уровень ожирения в стране, а также улучшить уход за животными.
- 27 декабря
  - Обнародован проект изменений и дополнений в конституцию Беларуси[98].
  - Погиб российский журналист, основатель запрещенного в России проекта «Спутник и Погром» Егор Просвирнин. По предварительным данным, он выпал из окна в Москве.
- 28 декабря
  - В Краснодаре свыше 42 тысяч человек остались без отопления в результате прорыва на теплоцентрали; всего без теплоснабжения оказались 32 социально-значимых объекта и 223 многоквартирных жилых дома[99].
  - Верховный суд РФ по иску Генпрокуратуры постановил ликвидировать международное общество «Мемориал»[100].

- 29 декабря
  - В связи со случаями заражения COVID-19 отменён чемпионат мира по хоккею с шайбой среди молодёжных команд 2022, начавшийся 26 декабря[101].
  - В Тайване на заводе аэрокосмической компании AIDC произошёл взрыв, в результате которого погиб 1 человек, ещё 6 человек пострадали; деятельность компании приостановлена на неопределённое время[102].
  - В США скорость распространения коронавируса достигла рекорда за весь период пандемии — среднесуточное число заболевших за минувшую неделю составило 254 496 человек[103].
  - Гонконгское оппозиционное онлайн-издание Stand News было вынуждено уволить всех своих сотрудников и объявить о самороспуске после прибытия в редакцию полиции с обыском. Все счета и активы издания были заморожены, редакторы и руководители газеты арестованы[104].
  - Верховный суд РФ реабилитировал двойного агента (царской охранки и большевиков) Романа Малиновского, расстрелянного в 1918 году[105].

- 31 декабря
  - Несколько десятков тысяч жителей было эвакуировано в Колорадо из-за лесных пожаров, которые вплотную подошли к городам[106].
  - В Канберре во время акции протеста в поддержку коренных народов начался пожар в местном Музее демократии[107].